# Wasilij Riabikow
Wasilij Michajłowicz Riabikow (ros. Васи́лий Миха́йлович Ря́биков, ur. 1 stycznia?/14 stycznia 1907 we wsi Ostriecowo w obwodzie iwanowskim, zm. 19 lipca 1974 w Moskwie) – radziecki dowódca wojskowy i polityk, generał pułkownik, Bohater Pracy Socjalistycznej (1945).

## Życiorys
Syn tkacza fabryki tekstylnej w Rodnikach, później w Piotrogrodzie (Petersburgu) i Rewlu (Tallinie) w dzieciństwie i młodości sam również był tkaczem, podczas pracy w fabryce tekstylnej „Bolszewik” działał w Komsomole i został sekretarzem komórki Komsomołu. Od 1925 członek RKP(b)/WKP(b), kierownik wydziału propagandy i agitacji rejonowego komitetu Komsomołu, potem sekretarz rejonowego komitetu Komsomołu w Rodnikach, na przełomie lat 20. i 30. studiował w Leningradzkim Instytucie Technologicznym. Od 1933 żołnierz Armii Czerwonej, 1937 ukończył Leningradzką Akademię Wojskowo-Morską, po czym został inżynierem konstruktorem w leningradzkiej fabryce „Bolszewik”, później również sekretarzem komitetu partyjnego fabryki i organizatorem partyjnym KC WKP(b) w fabryce, od lutego 1939 do 1940 był zastępcą ludowego komisarza uzbrojenia ZSRR. W latach 1940–1951 I zastępca ludowego komisarza/ministra uzbrojenia ZSRR, od 16 października 1943 generał major służby inżynieryjno-artyleryjskiej, od 7 maja 1944 generał porucznik służby inżynieryjno-artyleryjskiej, 1951–1953 szef 3 Głównego Zarządu przy Radzie Ministrów ZSRR. Od 14 października 1952 do 17 października 1961 zastępca członka KC KPZR, w latach 1953–1955 zastępca ministra budowy maszyn średnich ZSRR, 1955–1957 przewodniczący Specjalnego Komitetu przy Radzie Ministrów ZSRR, później zastępca przewodniczącego Komisji Prezydium Rady Ministrów ZSRR ds. Zagadnień Wojskowo-Przemysłowych, 1958–1961 zastępca przewodniczącego Rady Ministrów RFSRR. Od 31 października 1961 do końca życia członek KC KPZR, 1961–1962 i ponownie od 2 października 1965 do 19 lipca 1974 I zastępca przewodniczącego Państwowego Komitetu Planowego Rady Ministrów (Gospłanu) ZSRR, w latach 1962–1965 I zastępca przewodniczącego Rady Gospodarki Narodowej ZSRR. Od 7 maja 1966 generał pułkownik służby inżynieryjno-technicznej. Deputowany do Rady Najwyższej ZSRR od 5 do 9 kadencji. Pochowany na Cmentarzu Nowodziewiczym.

## Odznaczenia i nagrody
- Medal Sierp i Młot Bohatera Pracy Socjalistycznej (16 września 1945)
- Order Lenina (dziewięciokrotnie – 8 lutego 1939, 3 czerwca 1942, 5 sierpnia 1944, 16 września 1945, 6 grudnia 1949, 20 kwietnia 1956, 16 stycznia 1957, 21 grudnia 1957 i 17 czerwca 1961)
- Order Rewolucji Październikowej (24 kwietnia 1971)
- Order Czerwonego Sztandaru (30 kwietnia 1954)
- Order Suworowa II klasy (18 listopada 1944)
- Order Czerwonego Sztandaru Pracy (dwukrotnie – 28 lipca 1966 i 13 stycznia 1967)
- Order Czerwonej Gwiazdy (20 czerwca 1949)
- Nagroda Stalinowska (dwukrotnie – 1951 i 1953)

Oraz medale ZSRR i ordery zagraniczne.